# ESO Hotel
ESO Hotel, aussi appelé Paranal Residencia, à Cerro Paranal est l'hébergement de l'Observatoire du Cerro Paranal au Chili depuis 2002. Il est principalement utilisé par les scientifiques et les ingénieurs de l'Observatoire européen austral (ESO) qui y travaillent. Il est qualifié de « pension de famille sur Mars », parce que l'environnement désertique ressemble à la planète rouge, et d'« oasis pour les astronomes ». Il ne s'agit pas d'un hôtel commercial, et le public ne peut pas réserver de chambres.

## Emplacement et commodités

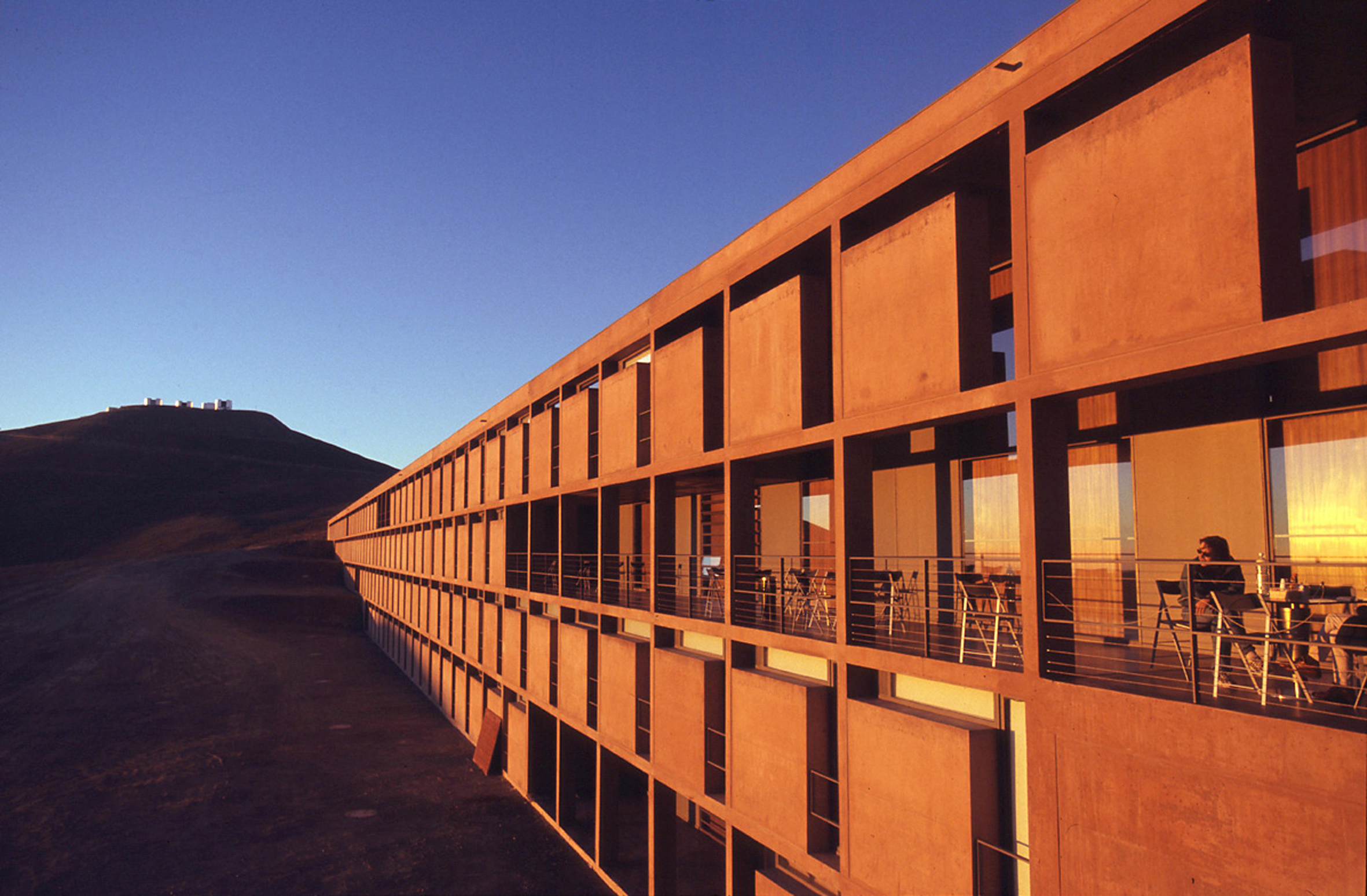
Façade sud-ouest de l'hôtel au crépuscule. Elle fait face à l'océan Pacifique, situé à 12 km et 2400 m en contrebas.

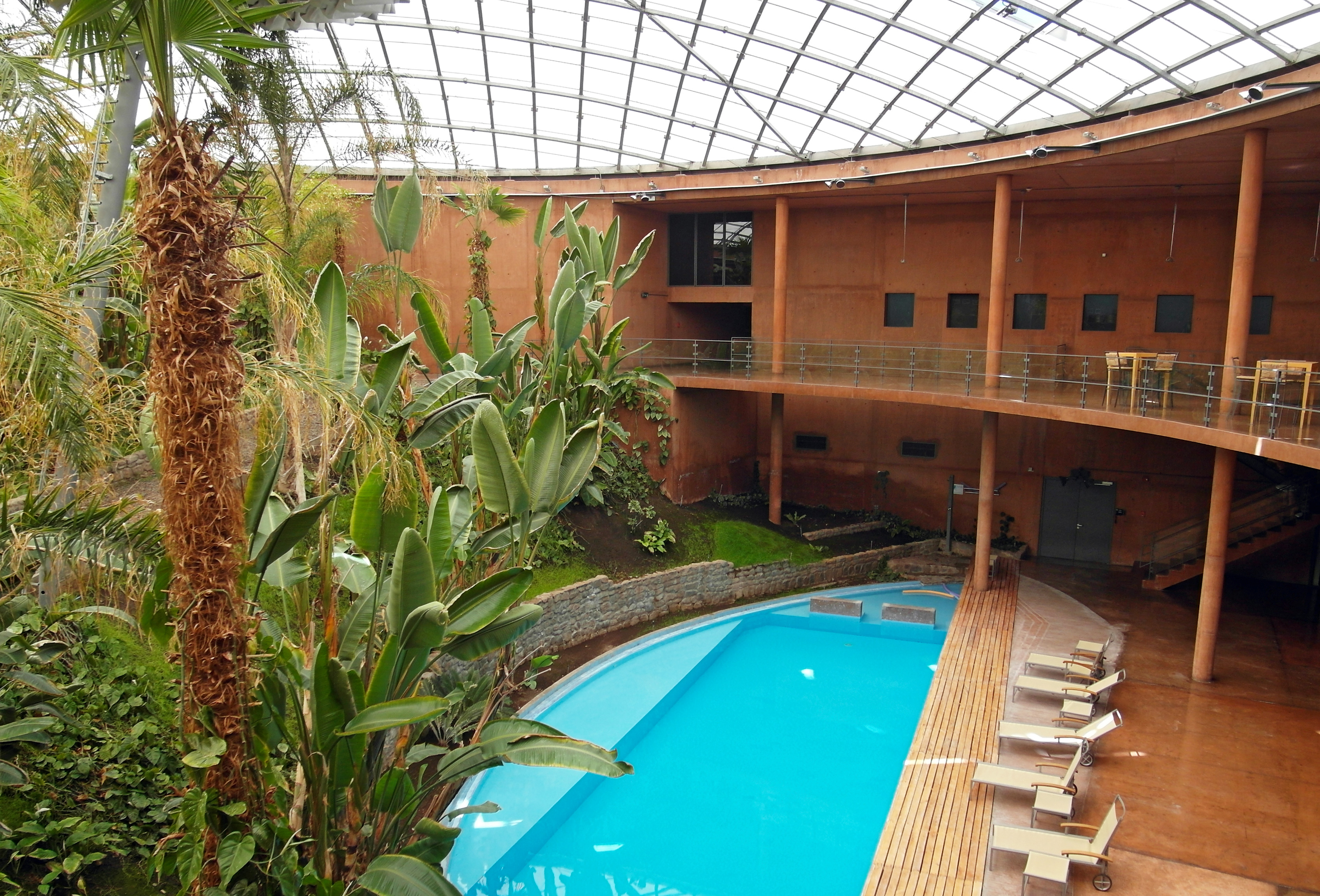
Oasis au centre de l'hôtel.

L'hôtel est situé à 2 400 m d'altitude, sur le Cerro Paranal, en bas de la colline de l'observatoire du Cerro Paranal. Les personnes qui y travaillent sont soumises à des conditions climatiques extrêmes, notamment un ensoleillement intense, la sécheresse, des vents violents et de grandes fluctuations de température. Pour s'en protéger, une oasis artificielle a été construite pour permettre un répit entre les périodes de travail,. Le désert d'Atacama est un des déserts les plus secs du monde, l'humidité pouvant tomber sous les 10%. L'oasis offre ainsi aux résidents une humidité plus importante, ce qui permet de mieux endurer de longs séjours sur place.
La superficie totale du bâtiment est de 10 000 m2,. Il possède une forme de L (176 × 53 m). Il comporte quatre niveaux et 1 000 m2 de jardins. 108 chambres de 16 m2 et 22 bureaux sont disponibles,. Sa construction modulaire pourrait le voir atteindre 200 chambres. Il comprend également un restaurant pour 200 couverts, une salle de musique, une bibliothèque, une salle de cinéma pouvant accueillir 70 personnes, une piscine et un sauna,,. Son inauguration s'est déroulée en février 2002.
Le complexe hôtelier s'intègre dans une dépression existante du sol. De chacune des chambres et de la véranda de la salle à manger, on a une vue sur le désert d'Atacama et l'océan Pacifique, en contrebas, à seulement 12 km,. Un dôme, légèrement surélevé et composé d'un squelette en acier, mesure 35 m de diamètre. Sous celui-ci se trouvent l'oasis artificielle et la piscine,. Des protections spéciales sont prévues pour éviter toute pollution lumineuse, celles-ci pouvant dégrader les mesures de l'observatoire tout proche.

## Construction

Avant/après lors de la construction de l'hôtel.

La construction de l'hôtel débute en 1998. La société allemande Auer+Weber+Assoziierte de Stuttgart et Munich remporte le concours organisé par l'ESO. Huit candidats européens ou chiliens avaient rendu une proposition. L'allemand Dominik Schenkirz est l'architecte principal tandis que la chilienne Paula Gutierrez est chargée de l'aménagement intérieur et de la décoration. L'idée générale est d'avoir une structure ouverte, donnant une sensation d'espace, permettant aux visiteurs de se relaxer et récupérer du travail. L'oasis, au centre du bâtiment, accentue ce sentiment d'espace.
La société chilienne Vial y Vives est chargée de la construction sur place. Les travaux s'échelonnent jusqu'en 2002 où l'hôtel est inauguré.
Le bâtiment est partiellement enterré et une seule façade émerge du sol, faisant face à l'océan Pacifique. Il est construit en béton, ce qui permet d'emmagasiner de la chaleur la journée pour être redistribuée naturellement la nuit. La température du désert d'Atacama varie en effet de 25 °C la journée (en été) à −10 °C la nuit (en hiver). Ce béton, coloré sur place, possède une couleur très proche de celle du désert, permettant au bâtiment de se fondre dans le décor. Cette couleur ocre donne à l'ensemble l'image d'une « pension de famille sur Mars ». Le béton est également choisi pour des raisons économiques, même si l'eau doit être acheminée sur place dans des réservoirs. La tenue dans le temps de la brique ou l'acier n'est pas certaine et l'acheminement de ces matériaux est très coûteux.
Le coût total du bâtiment est de 12 000 000 euros, soit moins de 2 % du coût total du Very Large Telescope (VLT), ce qui correspond à 1 200 euros/m2.

## Récompenses
En 2004, il remporte deux prix aux Leading European Architects Forum Awards (LEAF), le prix général et le prix du « nouveau bâtiment »,. L'année suivante, en 2005, il remporte le prix Cityscape Architectural Review,.
En 2009, le quotidien britannique The Guardian désigne l'hôtel comme l'un des dix bâtiments de la décennie,.

## Dans la culture populaire

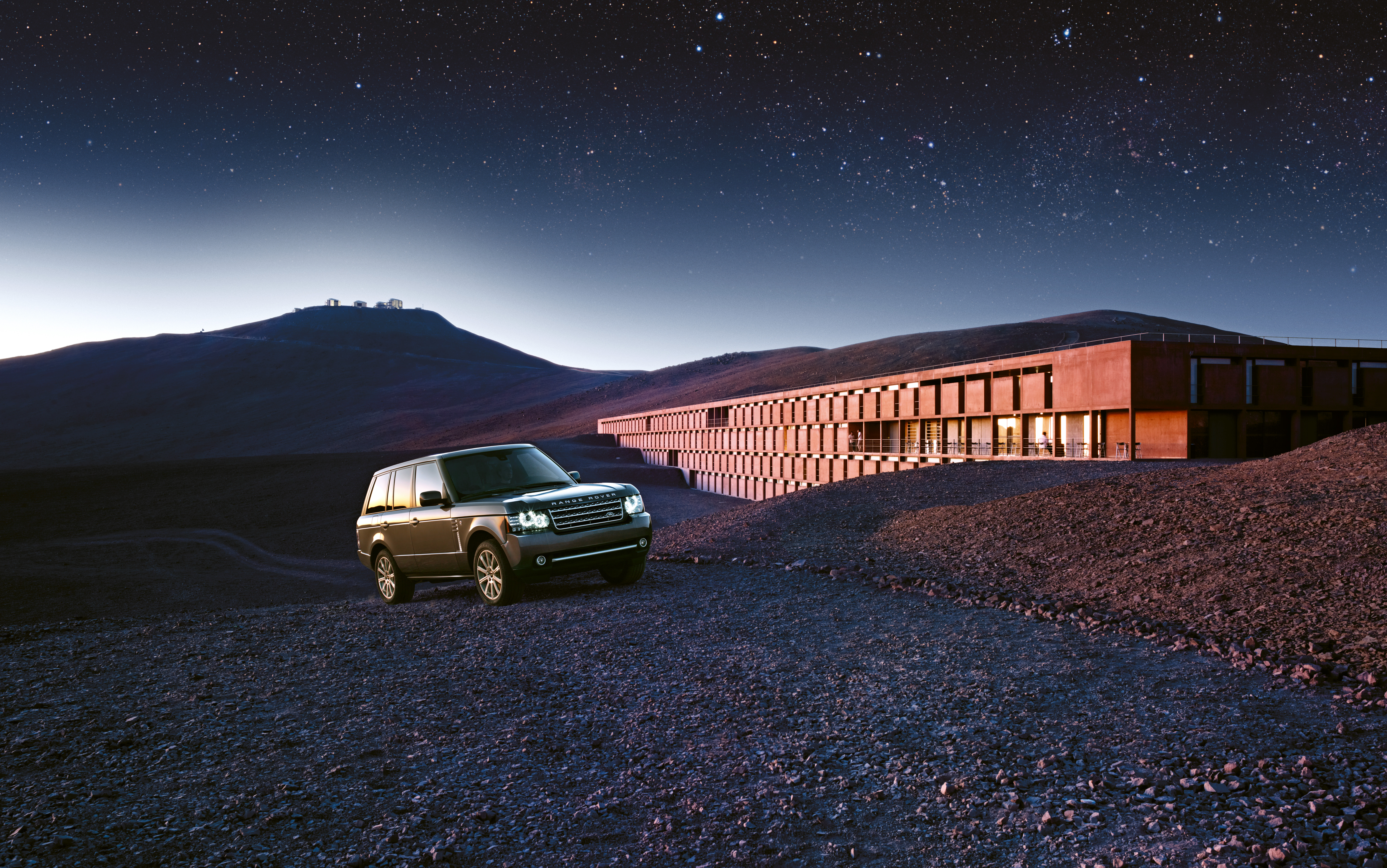
Image publicitaire du constructeur automobile Land Rover, l'observatoire du Cerro Paranal en fond.

L'extérieur de l'hôtel est présent dans le film de James Bond, Quantum of Solace, en 2008. Le site de Paranal n'est pas cité et le bâtiment est représenté comme un éco-hôtel fictif en Bolivie. Une miniature de l'hôtel est construite par l'équipe des effets visuels pour les plans où l'hôtel est détruit par un incendie,,.
En 2012, le constructeur automobile Land Rover tourne, durant trois jours, une publicité sur place, profitant des paysages du désert d'Atacama.